# Gewog di Mendrelgang
Il gewog di Mendrelgang è uno dei dodici raggruppamenti di villaggi del distretto di Tsirang, nella regione Centrale, in Bhutan.